# Dennis Franz
Dennis Franz, właściwie Dennis Franz Schlachta (ur. 28 października 1944 w Maywood) – amerykański aktor filmowy i telewizyjny.

## Życiorys
Urodził się w Maywood w stanie Illinois, jako syn niemieckich imigrantów - Eleanor (z domu Mueller), pracowniczki poczty, i Franza Ferdinanda Schlachty, który był piekarzem i pracownikiem pocztowym. Wychowywał się z dwiema starszymi siostrami, Heidi (ur. 1935) i Marlene (ur. 1938). W 1962 ukończył absolwentem Proviso East High School w Maywood. W latach licealnych był aktywnym sportowcem trenując baseball, piłkę nożną i pływanie. Uczęszczał do Wilbur Wright College. W 1968 uzyskał dyplom licencjata w dziedzinie mowy i teatru na Uniwersytecie Południowego Illinois w Carbondale. Po ukończeniu college’u został powołany do United States Army. Służył jedenaście miesięcy w 82. Dywizji Powietrznodesantowej i 101. Dywizji Powietrznodesantowej w wojnie wietnamskiej. Przez pewien czas pracował jako listonosz.
Karierę aktorską rozpoczął w Organic Theater Company w Chicago. Zadebiutował na ekranie u boku Geraldine Chaplin w dreszczowcu Alana Rudolpha Zapamiętaj moje imię (Remember My Name, 1978), którego producentem był Robert Altman. Następnie wystąpił jako Bob Eggleston w dreszczowcu Briana De Palmy Furia (The Fury, 1978) z Kirkiem Douglasem. Na początku lat 80. pojawił się gościnnie w popularnych serialach telewizyjnych: Posterunek przy Hill Street (1983), Hardcastle i McCormick (1984), T. J. Hooker (1984), Riptide (1984) i Drużyna A (1984). Powrócił do serialu Posterunek przy Hill Street (1985–1987) jako porucznik Norman Buntz. Wystąpił jako detektyw Grainger w jednym z odcinków serialu ABC Christine Cromwell pt. „Easy Come, Easy Go” (1989) z Jaclyn Smith.
Stał się najbardziej znany z roli Andy’ego Sipowicza w serialu kryminalnym Nowojorscy gliniarze (1993–2005). Kreacja detektywa Sipowicza przyniosła mu dużą popularność i liczne nagrody; m.in. 4 Nagrody Emmy i 4 nominacje do niej oraz Złoty Glob.
1 kwietnia 1995 ożenił się z Joanie Zeck. Mają dwie córki: Tricię (ur. 1974) i Kristę (ur. 1976).

## Filmografia

### Filmy
- 1965: Mickey One jako drobna rola w garderobie (niewymieniony w czołówce)
- 1978: Zapamiętaj moje imię (Remember My Name) jako Franks
- 1978: Furia (The Fury) jako Bob Eggleston
- 1978: Towing jako właściciel baru (niewymieniony w czołówce)
- 1978: Dzień weselny (A Wedding) jako Koons
- 1978: Stony Island jako Jerry Domino
- 1979: Idealna para (A Perfect Couple) jako Costa
- 1980: W przebraniu mordercy (tytuł alternatywny Ubranie mordercy; Dressed to Kill) jako detektyw Marino
- 1980: Popeye jako Spike
- 1981: Wybuch (Blow Out) jako Manny Karp
- 1983: Psychoza II (Psycho II) jako Warren Toomey
- 1983: Człowiek z blizną (Scarface) jako urzędnik imigracyjny (głos; niewymieniony w czołówce)
- 1984: Świadek mimo woli (Body Double) jako reżyser Rubin
- 1985: Uciekający pociąg (Runaway Train) jako policjant (niewymieniony w czołówce)
- 1986: Niezły bajzel (A Fine Mess) jako Phil
- 1989: Mistrzowski strzał (Kiss Shot, TV) jako Max Fleischer
- 1989: Przesyłka (The Package) jako Milan Delich
- 1990: Szklana pułapka 2 (Die Hard 2) jako kapitan Carmine Lorenzo
- 1992: Gracz (The Player) – w roli siebie samego
- 1996: American Buffalo jako Don Dubrow
- 1998: Miasto Aniołów (City of Angels) jako Nathaniel Messinger

### Seriale TV
- 1983: Posterunek przy Hill Street (Hill Street Blues ) jako detektyw Sal Benedetto
- 1984: Hardcastle i McCormick (Hardcastle and McCormick) jako Tony Boutros
- 1984: T. J. Hooker jako Andros Margolis
- 1984: Riptide jako Earl Bertrane
- 1984: Drużyna A (The A-Team) jako Sam Friendly
- 1985: Detektyw Hunter (Hunter) jako sierżant Jackie Molinas
- 1985: Uliczny jastrząb (Street Hawk) jako inspektor Frank Menlo
- 1985: Hardcastle i McCormick (Hardcastle and McCormick) jako Joe Hayes
- 1985–1987: Posterunek przy Hill Street (Hill Street Blues) jako porucznik Norman Buntz
- 1989: Matlock jako Jack Brennert
- 1993–2005: Nowojorscy gliniarze (NYPD Blue) jako detektyw Andy Sipowicz
- 1994: Simpsonowie – w roli siebie samego (głos)
- 1996–1997: Potężne Kaczory (Mighty Ducks) jako kapitan Klegghorn (głos)
- 1998: Ulica Sezamkowa (Sesame Street) – w roli siebie samego